# 普萊恩菲爾德 (加利福尼亞州)
普萊恩菲爾德（英語：Plainfield）是位於美國加利福尼亞州優洛縣的一個非建制地區。該地的面積和人口皆未知。

## 地理
普萊恩菲爾德的座標為38°35′27″N 121°47′49″W / 38.59083°N 121.79694°W，而該地的平均海拔高度為21米（即69英尺）。